# Linkinhorne
Linkinhorne – wieś w Anglii, w Kornwalii. Leży 95 km na północny wschód od miasta Penzance i 317 km na zachód od Londynu.